# مورشيلي الثاني
مورشيلي الثاني كان ملك الإمبراطورية الحيثية بين سنتي 1321 و1295 قبل الميلاد.